# Републикански път III-8402
Републикански път IIІ-8402 е третокласен път, част от Републиканската пътна мрежа на България, преминаващ изцяло по територията на Пазарджишка област. Дължината му е 33,9 km.
Пътят се отклонява надясно при 10,5 km на Републикански път II-84 в югоизточната част на с. Варвара, минава през източната част на селото и се насочва на север през най-западната част на Горнотракийската низина. Минава последователно през източната част на град Септември и селата Злокучене, Карабунар и Виноградец и навлиза в източните, хълмисти части на Ихтиманска Средна гора. Пресича автомагистрала „Тракия“ при нейния 68,9 km, минава през село Церово, слиза в долината на река Тополница, пресича реката и непосредствено след моста над нея се свързва с Републикански път III-803 при неговия 24,7 km.
| Пътища, отклоняващи се надясно (населено място, № на пътя, посока на пътя) | km   | Пътища, отклоняващи се наляво (посока на пътя, № на пътя, населено място) |
| -------------------------------------------------------------------------- | ---- | ------------------------------------------------------------------------- |
| Община Септември, II-84, 10,5 km, с. Варвара →                             | 0,0  | → с. Варвара, 10,5 km, II-84, Община Септември                            |
| (до ГКПП Капитан Андреево - Капъкуле) I-8, 175,4 km ←                      | 4,5  | ← 175,4 km, I-8 (от ГКПП Калотина)                                        |
| гр. Септември                                                              | 6,4  | → гр. Септември, общински път (за 21,1 km на III-3704)                    |
| (за с. Ковачево) общински път, с. Злокучене ←                              | 9,4  | с. Злокучене                                                              |
| (за с. Бошуля) общински път ←                                              | 10,8 |                                                                           |
| (от гр. Пазарджик) III-3704, 13,7 km →                                     | 13,1 | → 13,7 km, III-3704 (до 55,9 km на автомагистрала „Тракия“)               |
| (за селата Бошуля и Памидово) общински път, с. Карабунар ←                 | 14,9 | с. Карабунар                                                              |
| с. Виноградец                                                              | 19,9 | с. Виноградец                                                             |
|                                                                            | 24,2 | → общински път (за с. Славовица)                                          |
| Община Лесичово, автомагистрала „Тракия“, 68,9 km ←                        | 26,3 | ← 68,9 km, автомагистрала „Тракия“, Община Лесичово                       |
| (за с. Лесичово) общински път ←                                            | 28,6 |                                                                           |
| с. Церово                                                                  | 29,4 | → с. Церово, общински път (за с. Славовица)                               |
| с. Церово                                                                  | 30,5 | → с. Церово, общински път (за с. Долно Вършило)                           |
| (до 126,8 km на II-37) III-803, 24,7 km ←                                  | 33,9 | ← 24,7 km, III-803 (от 132,6 km на I-8)                                   |